# Safira
Safira – imię żeńskie pochodzenia egipskiego. Może być inną formą imion Zefira czy Zefiryna - od przekształcenia nazwy Saphira - Sephira - Sephirine.
Safira imieniny obchodzi: 26 sierpnia.